# Deuxième bataille des Verrettes
Révolution haïtienne
Batailles
Insurrections (1791-1793)
- Bois-Caïman
- Croix-des-Bouquets
- Morne Pelé
- 1re La Tannerie
- Port-au-Prince
- Le Cap-français

Interventions espagnoles et britanniques (1793-1798)
- 2e La Tannerie
- Marmelade
- Saint-Michel-de-l'Attalaye
- Ennery
- 3e La Tannerie
- Fort-Dauphin
- 1re Tiburon
- L'Acul
- La Bombarde
- 2e Tiburon
- Les Gonaïves
- Port-Républicain
- 1re Dondon
- Massacre de Fort-Dauphin
- Saint-Marc
- Léogane
- Saint-Raphaël
- Trutier
- 3e Tiburon
- 1re Verrettes
- Grande-Rivière
- Mirebalais
- Las Cahobas
- 2e Verrettes
- Petite-Rivière
- 2e Dondon
- 1re Les Irois
- Jean-Rabel
- 2e Les Irois

Guerre des couteaux (1799-1800)
- Jacmel

Expédition de Saint-Domingue (1802-1803)
- La Ravine-à-Couleuvres
- Kellola
- Plaisance
- La Crête à Pierrot
- Noyades du Cap-Français
- Port-au-Prince
- Vertières
- Massacres de 1804 en Haïti

La bataille des Verrettes se déroula pendant la révolution haïtienne.

## La bataille
Les troupes anglo-royalistes commandée par le colonel Dessources venaient de prendre Verrettes, ces troupes étaient au nombre de 600 à 700 selon Toussaint Louverture et de 2 000 selon l'historien Thomas Madiou. En plus des Britanniques cette troupe comptait une légion de chasseurs, constituée pour la majorité de Créoles blancs royalistes, et avait acquis une réputation de valeur. Dès qu'il apprend la prise de Mirebalais et des Verrettes, Toussaint Louverture quitte Les Gonaïves gagne la Petite Rivière de l'Artibonite, puis remonte le fleuve de l'Artibonite et se porte sur les Verrettes avec son armée, forte, toujours selon Thomas Madiou, de 10 000 hommes, avec pour objectif final, la prise de Saint-Marc. Informé, Dessources réunit son conseil de guerre, il dispose de forces aguerries mais trop inférieures en nombres, l'évacuation des Verrettes est décidée. Mais les troupes républicaines les rejoignent et prennent d'assaut la place, tandis que les Anglo-Royalistes se replient sur Saint-Marc.
Cette bataille est mentionnée dans le rapport du 31 août, rédigé par Toussaint et envoyé à Lavaux :

« Pour faire cette expédition du Mirebalais et arrêter les secours et renforts que j'aurais pu envoyer, l'ennemi a fait sortir de Saint-Marc six à sept cents hommes sous le commandement de Dessources, avec quatre pièces de canon. Il a marché droit au bourg des Verrettes sans aucune résistance. Guy, commandant militaire de la Petite-Rivière, n'a pas bronché de sa place, n'ayant que les forces suffisantes pour la défendre, mais il m'a aussitôt instruit que l'ennemi était en possession des Verrettes. J'avais, avant de recevoir cette nouvelle, ordonné à Dessalines, commandant militaire de Saint-Michel, de se mettre à la tête de trois cent cinquante hommes du bataillon des sans-culottes, et d'aller prendre garnison à la Petite-Rivière en remplacement des troupes que j'avais envoyées en garnison à Mirebalais, dans le cas que je fusse attaqué, et en même temps pour être a portée d'exécuter un projet d'attaque que j'avais formé. Ce secours arriva très à propos à la Petite-Rivière. Soudain la réception de la lettre de Guy qui m'annonçait les progrès de l'ennemi, je me rendis à la Petite- Rivière; de suite je passai la revue des troupes, et je donnai ordre à Dessalines et à Guy d'aller attaquer l'ennemi dans le  bourg des Verrettes, jusque sur la place où était l'artillerie de Dessources. Quarante hommes des nôtres furent tués et, nous eûmes soixante-dix blessés et l'ennemi perdit cent trente hommes.
Après cette action, j'envoyais de suite ordre à Clairvaux, commandant du bataillon de la Marmelade, de se porter à la Petite-Rivière à la tête de trois compagnies de son bataillon pour remplacer les morts et les blessés dans l'action que je viens de rapporter. »